# Romanian superbike
Romanian Superbike, cunoscut și ca RoSBK este cea mai populară competiție de motociclism viteză pe circuit organizată pentru sportivii români. Prima ediție a avut loc în 2008. Din 2011, de când Dunlop a devenit sponsor principal, denumirea competiției este Dunlop Romanian Superbike sau Dunlop Rosbk. 
Un sezon competițional are de obicei între 6 și 8 etape disputate pe circuite recunoscute la nivel european.
Prima etapă disputată în România a avut loc în perioada 3-5 octombrie 2014 pe circuitul Motorpark România.

## Istoric
În 2007 Firemotorsport a organizat primele întreceri pe circuit pentru sportivii români în Grecia pe circuitul de la Serres. De la început s-au alăturat și sportivi din Bulgaria, Grecia, Turcia și Israel.
În următorul an, Ionuț Mistode, Costin Oprea și Alin Mistode au pus bazele primului campionat de motociclism viteză pe circuit adresat piloților români. Sponsorul principal al competiției a fost B&S Motors, care a oferit la sfârșitul sezonului 2 motociclete Suzuki GSXR câștigătorilor claselor Superbike și Supersport 600.
Până în 2011 competiția a avut 2 clase, iar din 2012 s-au înființat încă două clase destinate piloților începători.

## Câștigatorii Romanian Superbike
| Sezon | Categoria           | Pilot          | Motocicletă      | Echipă                       | Note |
| ----- | ------------------- | -------------- | ---------------- | ---------------------------- | ---- |
| 2008  | 1000 cc / Superbike | Ionuț Mistode  | Kawasaki ZX10    | Firemotorsport United Motors |      |
| 2009  | 1000 cc / Superbike | Ionuț Mistode  | Suzuki GSX-R1000 | Firemotorsport               |      |
| 2010  | Superbike           | Ionuț Mistode  | Suzuki GSX-R1000 | BGS Motorsport               |      |
| 2011  | Superbike           | Ionuț Mistode  | Suzuki GSX-R1000 | BGS Motorsport               |      |
| 2012  | Superbike           | Ionuț Mistode  | BMW S1000RR      | BGS Motorsport               |      |
| 2013  | Superbike           | Cătălin Cazacu | BMW S1000RR      | Taifun Racing                |      |
| 2014  | Superbike           | Cătălin Cazacu | BMW S1000RR      | BGS Motorsport               |      |
| 2015  | Superbike           | Cătălin Cazacu | BMW S1000RR      | Taifun Racing                |      |
| 2016  | Superbike           | Ionuț Mistode  | Suzuki GSX-R1000 | ASL Motorsport               |      |
| 2017  | Superbike           | Vigh Gyorgy    | Suzuki GSX-R1000 | Carcover Racing Team         |      |

## Câștigatorii Romanian Supersport
| Sezon | Categorie           | Pilot           | Motocicletă      | Echipă               | Note |
| ----- | ------------------- | --------------- | ---------------- | -------------------- | ---- |
| 2008  | 600 cc / SuperSport | Ionel Pascotă   | Honda CBR 600 RR | UCM Reșița           |      |
| 2009  | 600 cc / SuperSport | Ionel Pascotă   | Honda CBR 600 RR | UCM Reșița           |      |
| 2010  | SuperSport          | Cătălin Cazacu  | Honda CBR 600 RR | Taifun Racing        |      |
| 2011  | SuperSport          | Cătălin Cazacu  | Honda CBR 600 RR | Taifun Racing        |      |
| 2012  | SuperSport          | Petre Pop       | Honda CBR 600 RR | PMC Racing           |      |
| 2013  | SuperSport          | Cosmin Costescu | Yamaha R6        | Taifun Racing        |      |
| 2014  | SuperSport          | Titus Cun       | Honda CBR 600 RR |                      |      |
| 2015  | SuperSport          | Alin Năsăudeanu | Yamaha R6        | Nasa Racing          |      |
| 2016  | SuperSport          | Aron Romocea    | Yamaha R6        | Pascota Racing       |      |
| 2017  | SuperSport          | Yanos Chrobak   | Yamaha R6        | Carcover Racing Team |      |